# Биг Сенди (Монтана)
Биг Сенди (енгл. Big Sandy) град је у америчкој савезној држави Монтана.

## Демографија
По попису из 2010. године број становника је 598, што је 105 (-14,9%) становника мање него 2000. године.
| Група             | 2000.       | 2010.       |
| Белци             | 669 (95,2%) | 553 (92,5%) |
| Афроамериканци    | 0 (0,0%)    | 1 (0,2%)    |
| Азијати           | 0 (0,0%)    | 5 (0,8%)    |
| Хиспаноамериканци | 5 (0,7%)    | 8 (1,3%)    |
| Укупно            | 703         | 598         |